# تپلک موش‌رنگ
تپلک موش‌رنگ یا تپلک سرا دو مار (نام علمی: Scytalopus speluncae) گونه‌ای پرنده از تیرهٔ (Rhinocryptidae) است. این گونه بومی جنگل‌های کوهستانی نمناک در جنوب شرقی برزیل است، جایی که از جنوب غربی اسپیریتو سانتو تا شمال شرقی ریو گرانده دو سول گسترش دارد. بیشتر گستره پراکندگی آن در سرا دو مار است، اما در پارانا و سانتا کاتارینا نیز یافت می‌شود. تا سال ۲۰۰۵، تپلک پلانالتو در دسته تپلک‌های موش‌رنگ قرار می‌گرفت.